# Zope Page Templates
„Zope Page Templates“ (ZPT) sind von Zope verwendete Seitenschablonen, die zur Generierung von HTML-, XHTML- und XML-Seiten verwendet werden. Sie verwenden folgende für Zope entwickelte Technologien:
- Template Attribute Language (TAL)
- TALES (TAL Expression Syntax)
- METAL (Macro Expansion TAL)
- i18n TAL (Internationalisierung)

## Erweiterungen gegenüber dem Standard

### TALES
Die Zope-Implementierung der TALES definiert die folgenden eingebauten Namen zusätzlich:
root
das Wurzelobjekt der Zope-Instanz
context (veraltet here)
der Kontext des Objekts auf dem das Template aufgerufen wurde (der Zeiger auf sich selbst, (self) der Sprache Python)
container
der Container (Ordner), der das Template enthält
template
das Template selbst
request
das Request-Objekt des ZPublishers
modules
eine Sammlung von Modulen, die weitere Funktionalitäten bereitstellen